# Panhard

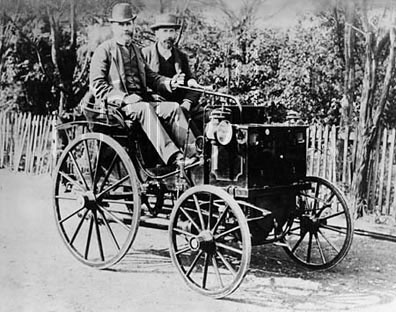
En tidig Panhard et Levassor. Émile Levassor, till vänster, styr bilen.

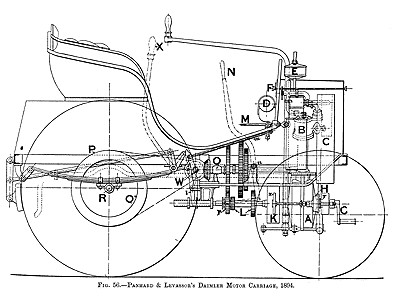
Panhard & Levassor's
Daimler Motorvagn, 1894

Panhard, tidigare Panhard et Levassor, fransk fordonstillverkare, grundad 1889 av René Panhard och Émile Levassor. Panhard tillhörde pionjärerna inom bilindustrin i Frankrike, men märket försvann som personbilsmärke under 1960-talet, då Panhard fullt ut blev en del av Citroën.

## Historik
René Panhard hade drivit ett företag för tillverkning av verktyg, då han 1889 tog in Émile Levassor som sin kompanjon för att rycka upp företaget. Redan samma år kontaktades Levassor av Gottlieb Daimlers franska agent madame Sarazin för tillverkning av motorer för självgående vagnar. Levassor insåg omedelbart motorernas potential, och under de följande åren utvecklade företagets första bil. Levassor var den förste som såg att ett ramverk bestående av två stålbalkar förenade med tvärbalkar var en bättre upphägning för motorerna än de gamla vagnarna av hästvagnstyp. 1891 kunde företagets första bilmodell presenteras, den första seriebyggda bilen med förbränningsmotor i världen. Panhards bensinbilar kunde inte nå upp i ångvagnarnas hastighet men gick mycket snabbare att starta, var mindre och smidigare och kunde genom sin växel klara branta backar bättre än ångvagnarna.
Panhard fortsatte att utveckla sina Daimlermotorer och 1896 genomfördes en betydande förändring i konstruktionen som gjorde att man började kalla sin motor för Phoenix för att skilja den från Daimlers egna motorer. I samband med det valde Peugeot, som tidigare använt Panhards motorer att börja tillverka sina egna.
Efter andra världskriget tog bolaget Panhard som namn och producerade modeller som Dyna X, Dyna Z, PL 17, 24 CT och 24 BT. Under många år var Panhardkonstruktionerna tongivande för världens övriga biltillverkare. Tekniskt avancerade småvagnar som lanserades efter andra världskriget medförde emellertid ekonomiska svårigheter för företaget och dessa avhjälptes inte av ett samgående med Citroёn 1965. Panhard fick göra specialbilar som Citroën 2CV Sahara med fyrhjulsdrift och dubbla motorer. Dyna Panhard var kända för att utvecklat boxermotorn.

### Personbilstillverkningen läggs ner

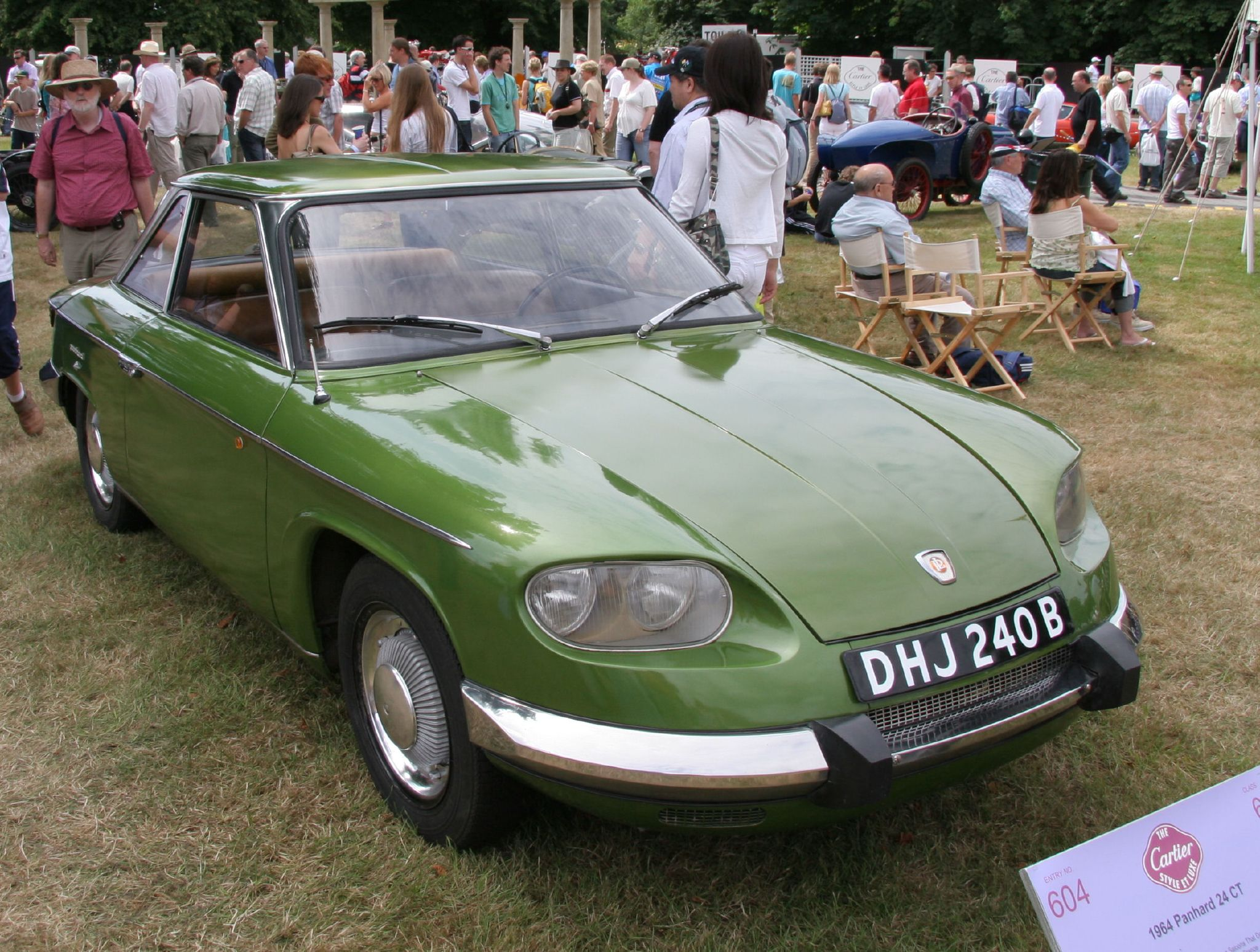
Panhard 24

Sedan 1930-talet tillverkade Panhard även militärfordon, det första var pansarbilen Panhard 178. Sedan man 1965 lagt ned personbilstillverkningen fortsatte produktionen av militärfordon. Den civila tillverkningen togs över av Citroën. Den sista personbilen från Panhard tillverkades 1967.
Panhard var fram till 2001 en del av PSA-koncernen, men ingår idag i Auverland.

## Bildgalleri

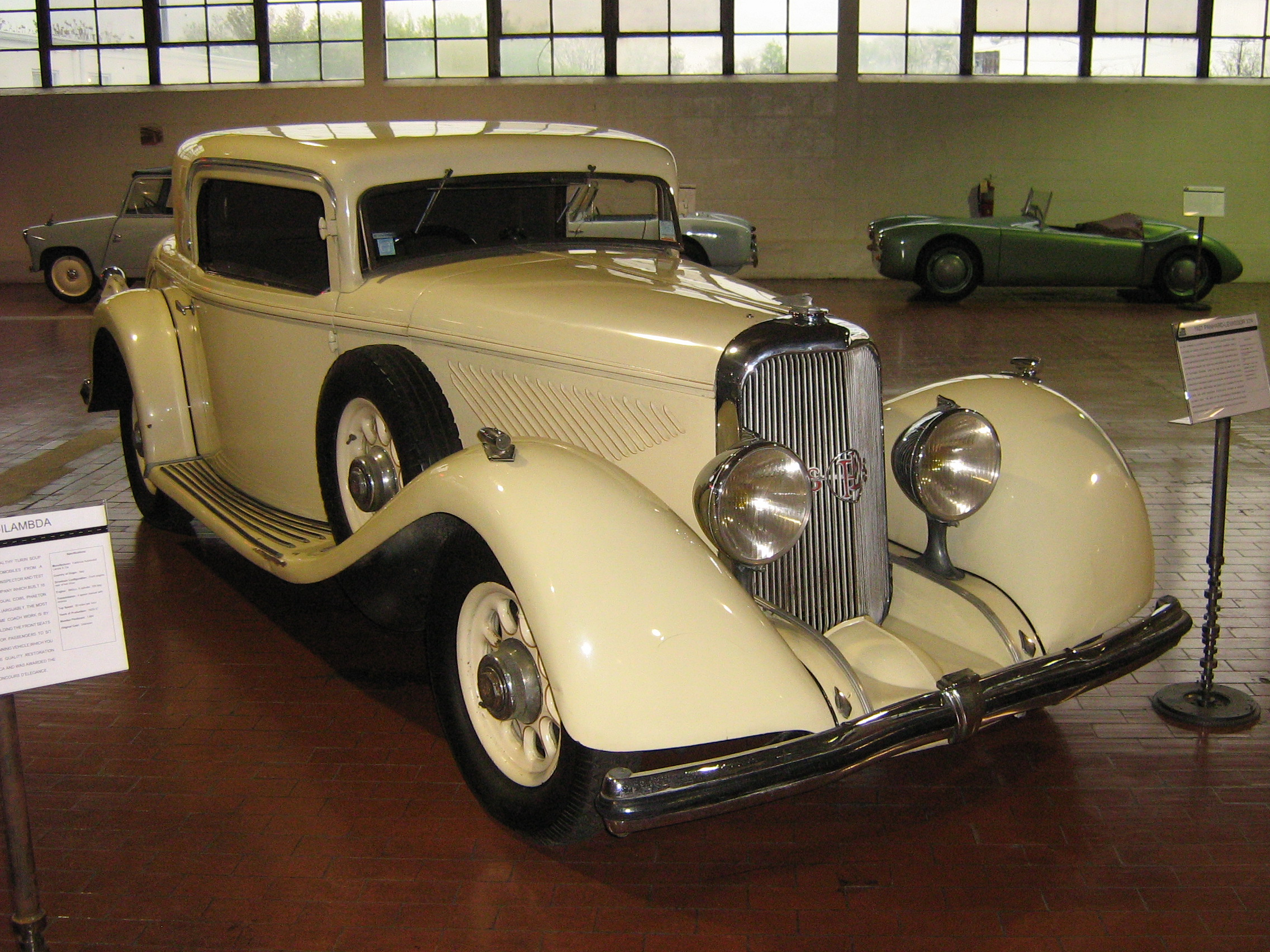
1933 Panhard et Levassor 6CS X74
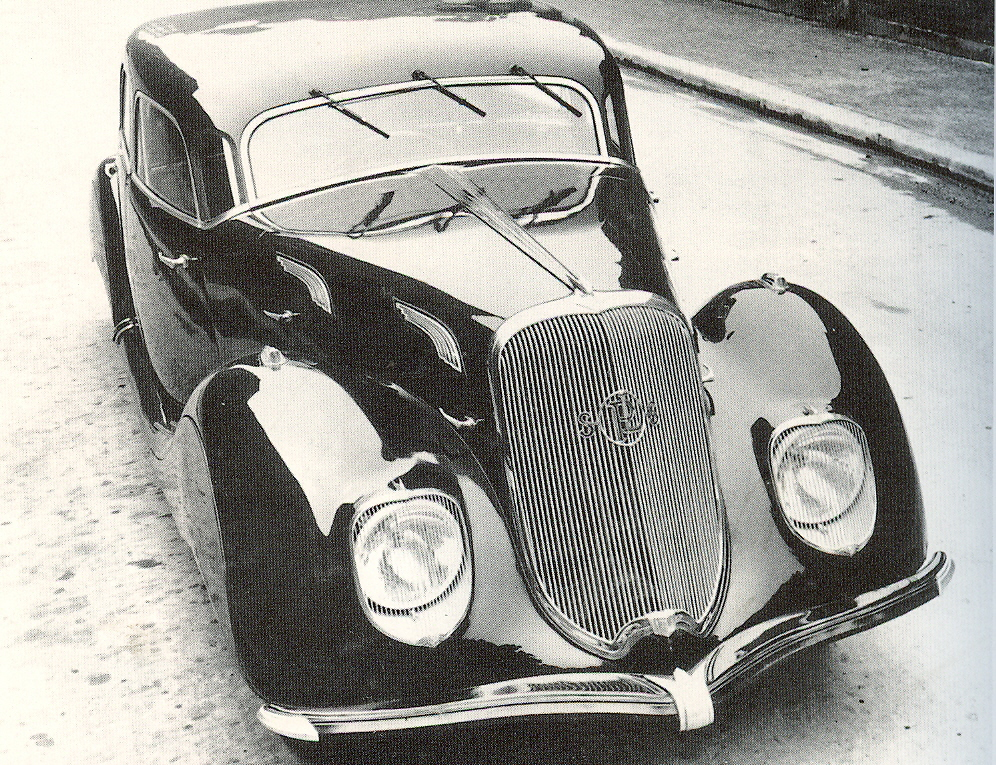
1937 Panhard et Levassor MHV P&L Dynamic
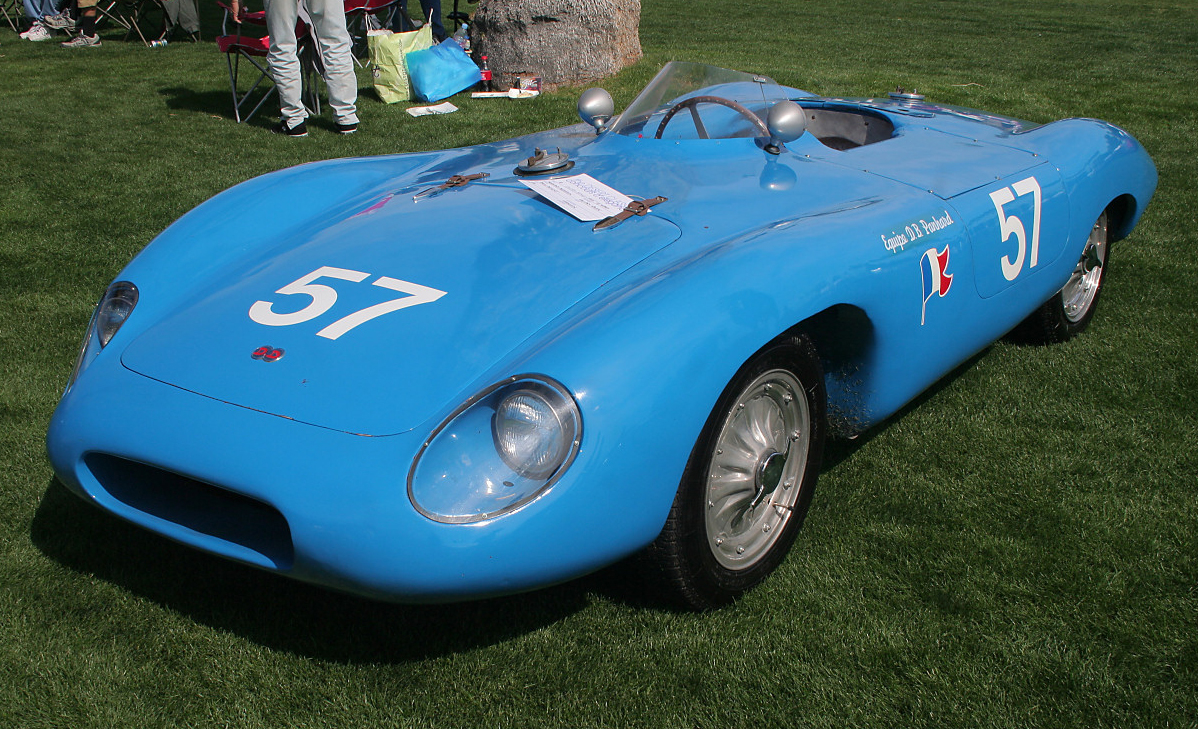
1955 DB Panhard HBR
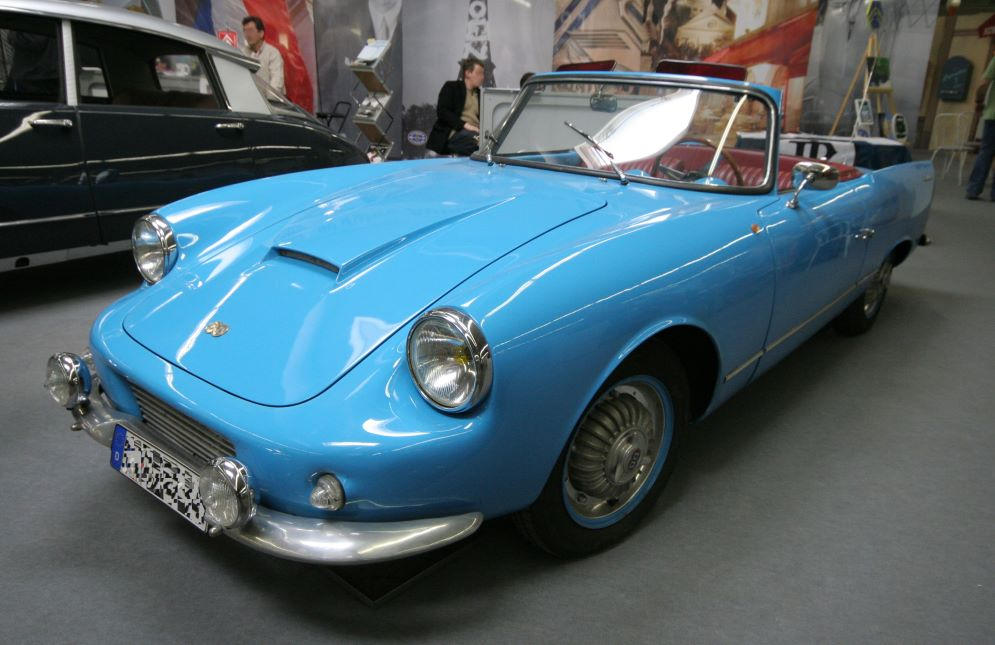
1960 Panhard DB Le Mans
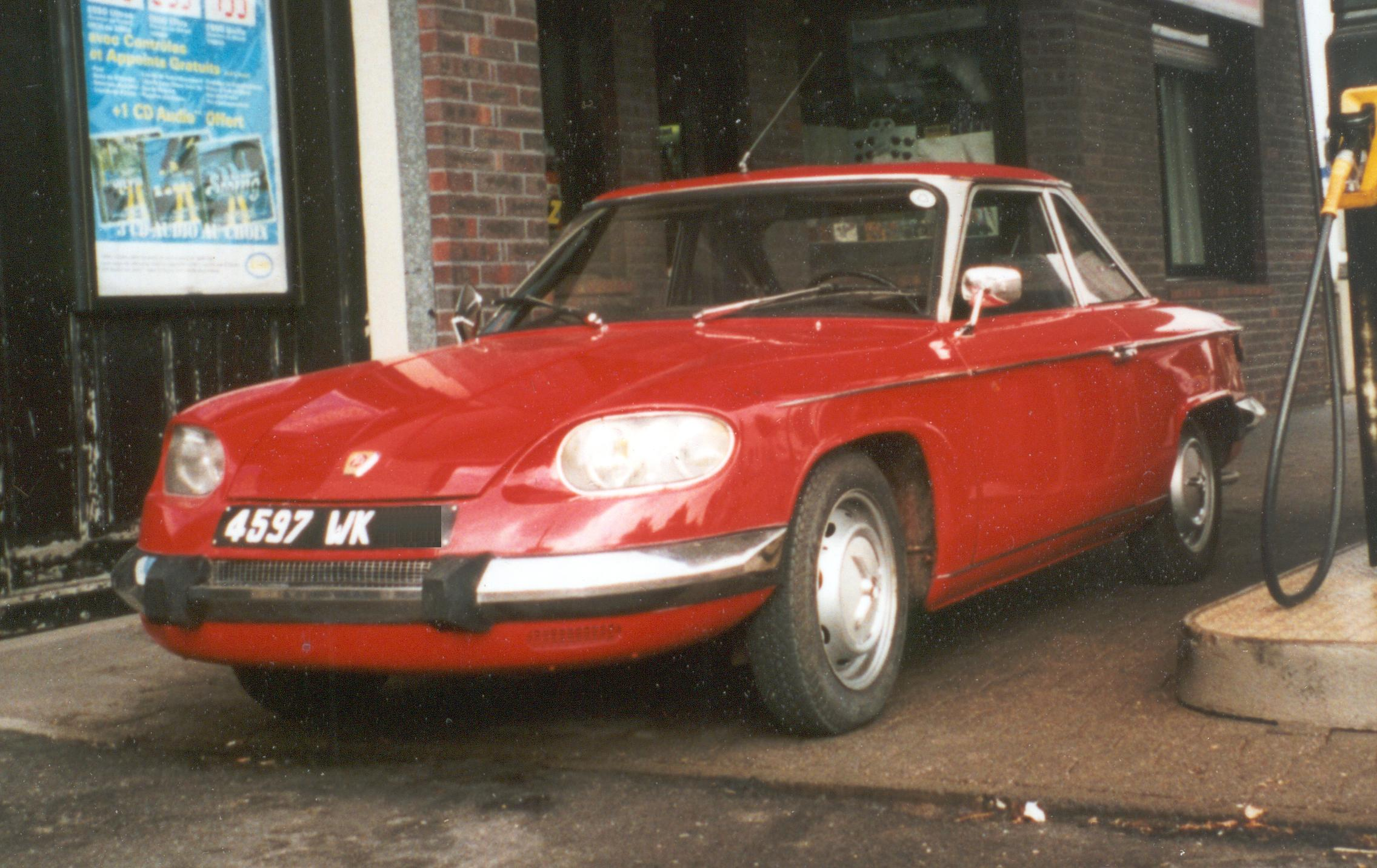
1966 Panhard 24 CT

## Personbilsmodeller
- Panhard et Levassor CS
- Panhard et Levassor DS
- Panhard et Levassor Dynamic
- Panhard Dyna X
- Panhard Dyna Z
- Panhard PL 17, PL 17 Tigre
- Panhard 24 CT
- Panhard 24 BT